# Бюрократия
Бюрокра́тия (от фр. bureau «бюро, канцелярия» + греч. κράτος «господство, власть», букв. «власть канцелярии») — система управления, осуществляемая управленческим аппаратом, состоящим из должностных лиц, обладающих специальной профессиональной подготовкой и действующих в рамках полномочий в соответствии с формальными правилами.
Лицо, принадлежащее к бюрократии, представитель канцелярской системы управления и чиновник высокого ранга — бюрократ.

## История
Термин «бюрократия» в 1745 году впервые использовал французский экономист Венсан де Гурне. Концепция подобной административной системы существует с древних времён и ключевым моментом для её возникновения является изобретение письменности. Таким образом, первые «бюрократии» возникают уже в Древнем Шумере и Древнем Египте. В Древнем Китае сложную бюрократическую систему создал Конфуций. Римская империя также имела бюрократический аппарат, особенно разросшийся и ставший оказывать негативное воздействие на экономику во времена Диоклетиана.

## Развитие

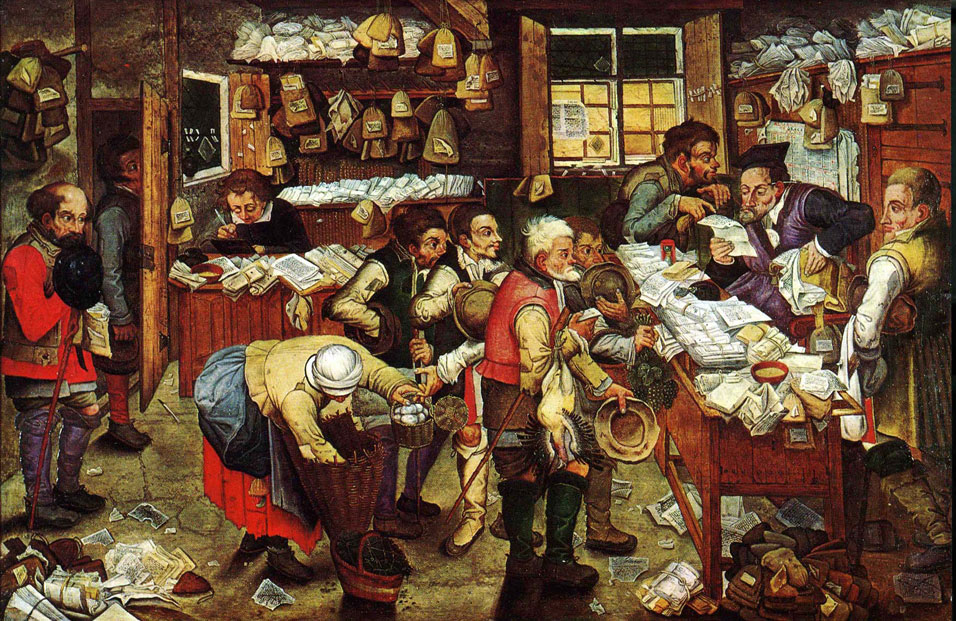
Питер Брейгель Младший, Уплата налога, 1640 год

Иностранный термин «бюрократический» достаточно точно соответствует русскому слову «приказный». В Западной Европе возникновение и усиление бюрократии шло параллельно возникновению и усилению государственной власти. Вместе с политической централизацией развивалась и централизация административная, как орудие и подспорье первой она была нужна для того, чтобы вытеснить феодальную аристократию и старые общинные власти из всех, по возможности, сфер управления и создать особый класс должностных лиц, непосредственно и исключительно подчинённых центральной власти.
С упадком и вырождением местных корпораций, цехов и сословий появились новые задачи управления, круг деятельности государственной власти расширялся непрерывно, пока не сложилось так называемое полицейское государство (XVII—XVIII века), в котором все проявления духовной и материальной жизни одинаково подчинялись опеке государственной власти. Побочным эффектом всех названных процессов стало формирование бюрократии.
В полицейском государстве бюрократия достигает высшего развития, и здесь же с наибольшей отчетливостью выступают её негативные аспекты — аспекты, которые бюрократия сохранила и в XIX веке в государствах (краях, странах, и так далее) управление которых по-прежнему построено на основе избыточной централизации. При таком устройстве государственного управления правительство не в состоянии совладать с чрезмерно обширным объёмом работы и обыкновенно впадает в формализм. Благодаря своей значительной численности и осознанию своего могущества чиновничество принимает особое исключительное положение: оно чувствует себя руководящим центром всей общественной жизни и образует особую касту вне народа.
В результате ярко проявляются все два негативных аспекта подобного административного строя:
1. общественные дела, требующие вмешательства государства, ведутся зачастую неудовлетворительно;
2. остальное общество часто подвергается вмешательству властей в тех ситуациях, когда в этом нет надобности;

Совокупностью этих двух негативных аспектов бюрократии и отличается такой стиль государственного управления, которое обыкновенно характеризуется одним словом: бюрократия. Средоточием бюрократии обыкновенно являются органы полиции. Но там, где бюрократия укоренилась, она распространяет своё влияние на всё чиновничество, и даже на судебную и законодательную власти.
Ведение всякого сложного дела в жизни — частной или общественной — неизбежно требует соблюдения известных форм. С расширением фронта выполняемых задач эти формы умножаются и «многое писание» современного управления является неизбежным спутником развития и усложнения государственной жизни. Но тем именно отличается бюрократия от здорового строя администрации, что для здорового администрирования форма соблюдается ради дела и в случае нужды приносится в жертву делу. (В судопроизводстве известен примат «духа закона» над «буквой закона», являющийся примером аспекта здорового судопроизводства.) Бюрократия, напротив, соблюдает форму ради неё самой и приносит в жертву форме существо дела. Зачастую бюрократическая система правления ведёт к возникновению привилегированных классов в обществе.
В условиях бюрократии органы власти видят свою задачу не в том, чтобы с пользой действовать в рамках данных полномочий и поручений, а в том, чтобы исполнять требования, предъявляемые вышестоящими органами власти. Это проявляется в практике «отписок», выполнении ряда предписанных формальностей, дабы удовлетворить вышестоящих властителей. Административная деятельность сводится к письмоводству — вместо фактического исполнения дела довольствуются написанием официальных бумаг. А так как «бумажное исполнение» никогда не встречает препятствий, то вышестоящий орган власти привыкает отдавать подчиненным органам власти распоряжения, фактически невыполнимые. В результате получается неприемлемо большое расхождение между «бумагой» — официальными документами — и действительностью.
Вторая отличительная черта бюрократии состоит в отчужденности чиновничества от остального общества, в его кастовости. Государство берёт своих служащих из всех социальных групп (кроме маргинальных) и в одной и той же коллегии оно соединяет «сыновей дворянских родов, городских обывателей и крестьян». Но они все чувствуют себя равно отчуждёнными от всех социальных подгрупп (сословий). Им чуждо сознание общего блага, они не разделяют жизненных задач какой-либо из социальной группы, сословия или класса общества в отдельности.
Как участник реальной власти, которую государство распространяет на всех без изъятия, чиновник претендует на исключительное положение в сравнении с остальным обществом.
Существование бюрократии не связано с определенной формой государственности. Оно возможно в республиканских и монархических государствах, в монархиях неограниченных и конституционных.
Разумная децентрализация и самоуправление — единственные эффективные средства к ослаблению бюрократии: они сильно сужают область её деятельности и уничтожают чиновничью кастовость как основу бюрократии.

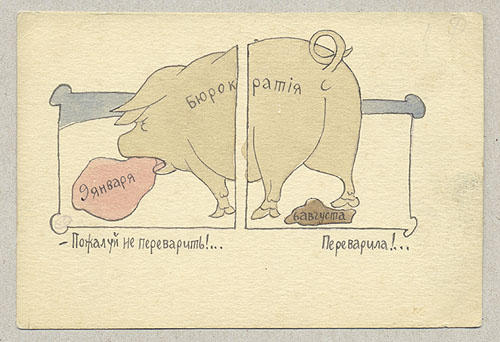
Открытка В. Каррика 1905 года с карикатурой на российскую бюрократию — длительное время между 9 января и 6 августа, когда Курляндская губерния была объявлена на военном положении

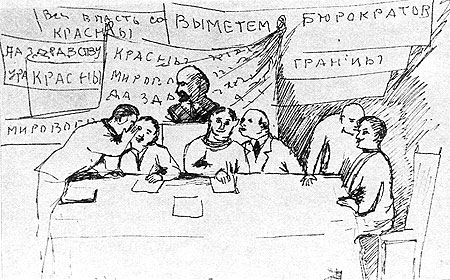
«Бюрократы (на сходе)». Р. М. Семашкевич, 1931 год.

Родоначальником бюрократии в России часто считают Петра I, а её утвердителем и окончательным организатором — графа Сперанского. На самом деле уже одно «собирание Русской земли» необходимо требовало централизации в управлении. Бюрократия же довольно частый побочный эффект централизации государства и государственного управления. Только исторические основы русской бюрократии — другие в сравнении с бюрократиями западноевропейскими. «Как крестьяне были рабами помещиков, так русский народ остается до сих пор рабом чиновников», — писал Ленин в 1903 году.
В Западном обществе (за исключением Англии и Швейцарии) чиновничество сыграло видную историческую роль: оно соединило в одних руках раздробленную верховную власть и служило сплочению национальностей и государств. Бюрократия набиралась там из среднего класса, заключившего в своё время союз с королевской властью для демонтажа феодализма. Например, французский легист «был человек худородный», враждебно относившийся к гордой провинциальной аристократии, «которую он должен был обессилить». Российское дворянство в большинстве своём было служилым. Проследить влияние кровной связи между дворянством и чиновничеством на характер управления возможно только при изложении истории местного управления в России.
Современный российский политический теоретик и политик Владислав Сурков, объясняя необходимость перманентного увеличения зарплат чиновникам (при этом не принимая во внимание состояние бюджета), высказывает мнение, что их благосостояние — задача первоочередная, ведь в противном случае госаппарат станет неэффективным.